# Bordj Menaïel
Bordj Menaïel (în arabă برج منايل) este o comună din provincia Boumerdès, Algeria.
Populația comunei este de 64.820 de locuitori (2008).